# Superfloraison
Cet article possède un paronyme, voir Bloom.

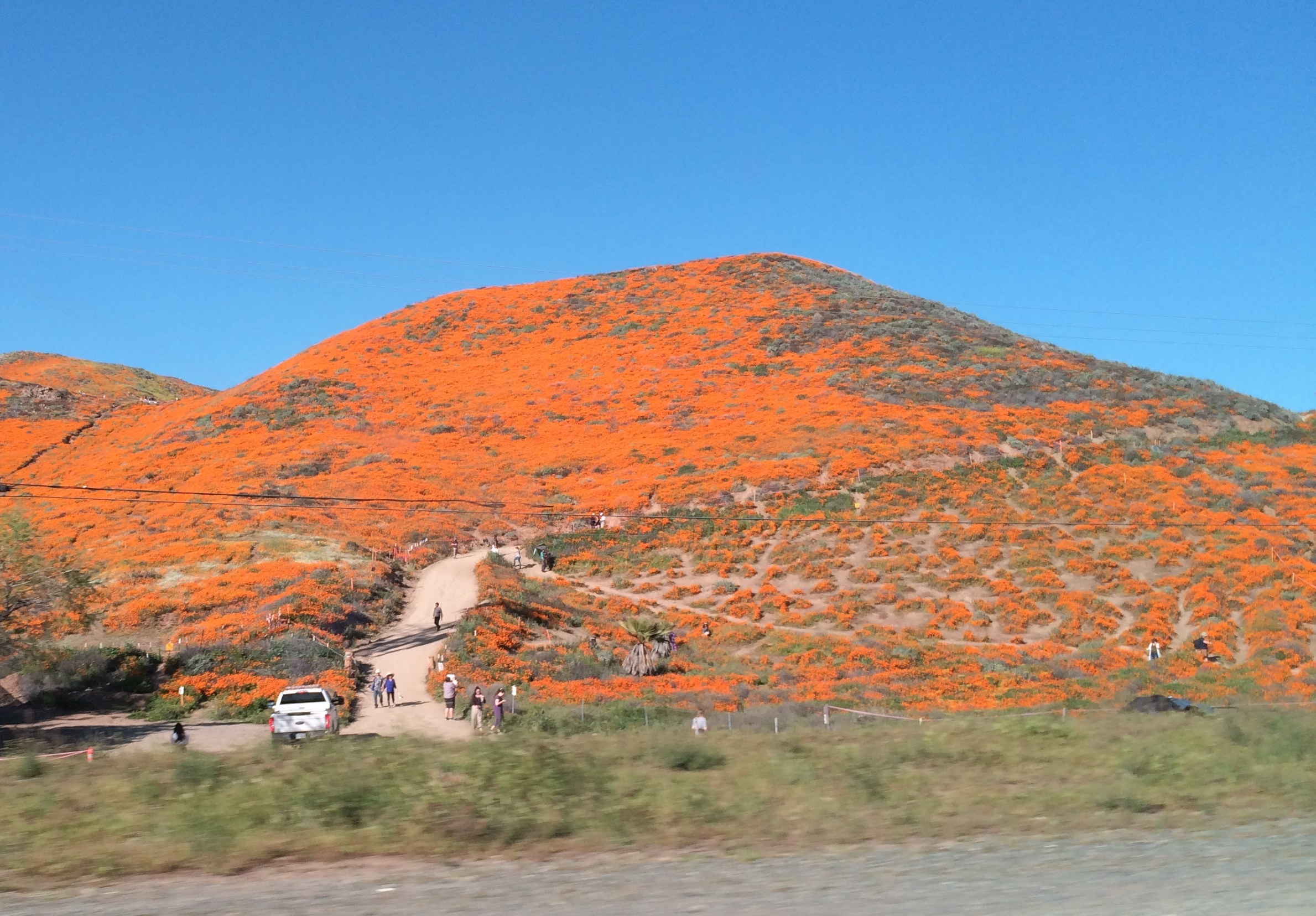
Superbloom dans le comté de Riverside, Californie en 2019.

Une superfloraison (superbloom en anglais) est un phénomène botanique rare du désert dans lequel une proportion inhabituellement élevée de fleurs sauvages dont les graines sont restées dormantes (en) dans le sol du désert, germent et fleurissent à peu près au même moment. Le phénomène est associé à une saison des pluies exceptionnellement humide. Le terme superbloom aurait été popularisé dans les années 1990, notamment en Californie,. En espagnol le phénomène est appelé desierte florido.

## Conditions nécessaires et séquence des événements
Les conditions dans lesquelles un superbloom peut se produire sont exceptionnelles. Parce que certaines plantes envahissantes (en), telles que les bromes, entrent en compétition avec les fleurs indigènes pour l'humidité, le désert doit rester suffisamment sec avant la floraison pour les empêcher de s'établir. Le désert doit recevoir des pluies à l'automne, et cette pluie doit pénétrer profondément dans la matrice du sol pour atteindre la plupart des graines dormantes des plantes à fleurs. Si les pluies subséquentes sont excessives ou inondantes, les jeunes plants peuvent être emportés par des crues soudaines ; si elles sont insuffisantes, les graines meurent de déshydratation.
Ensuite, le sol dans lequel se trouvent les graines doit se réchauffer lentement au cours des mois qui suivent la première pluie abondante, et le désert doit avoir une couverture nuageuse suffisante à la fois pour protéger le sol de la chaleur intense du désert pendant la journée, et pour l'isoler des températures glaciales nocturnes. Enfin, une fois que les plantes nouvellement germées ont atteint la surface du sol, le désert doit demeurer préservé des vents violents qui déracineraient les plantes ou endommageraient les jeunes pousses. Le rare enchainement de ces événements fait d'un superbloom un événement extraordinaire.

## Californie

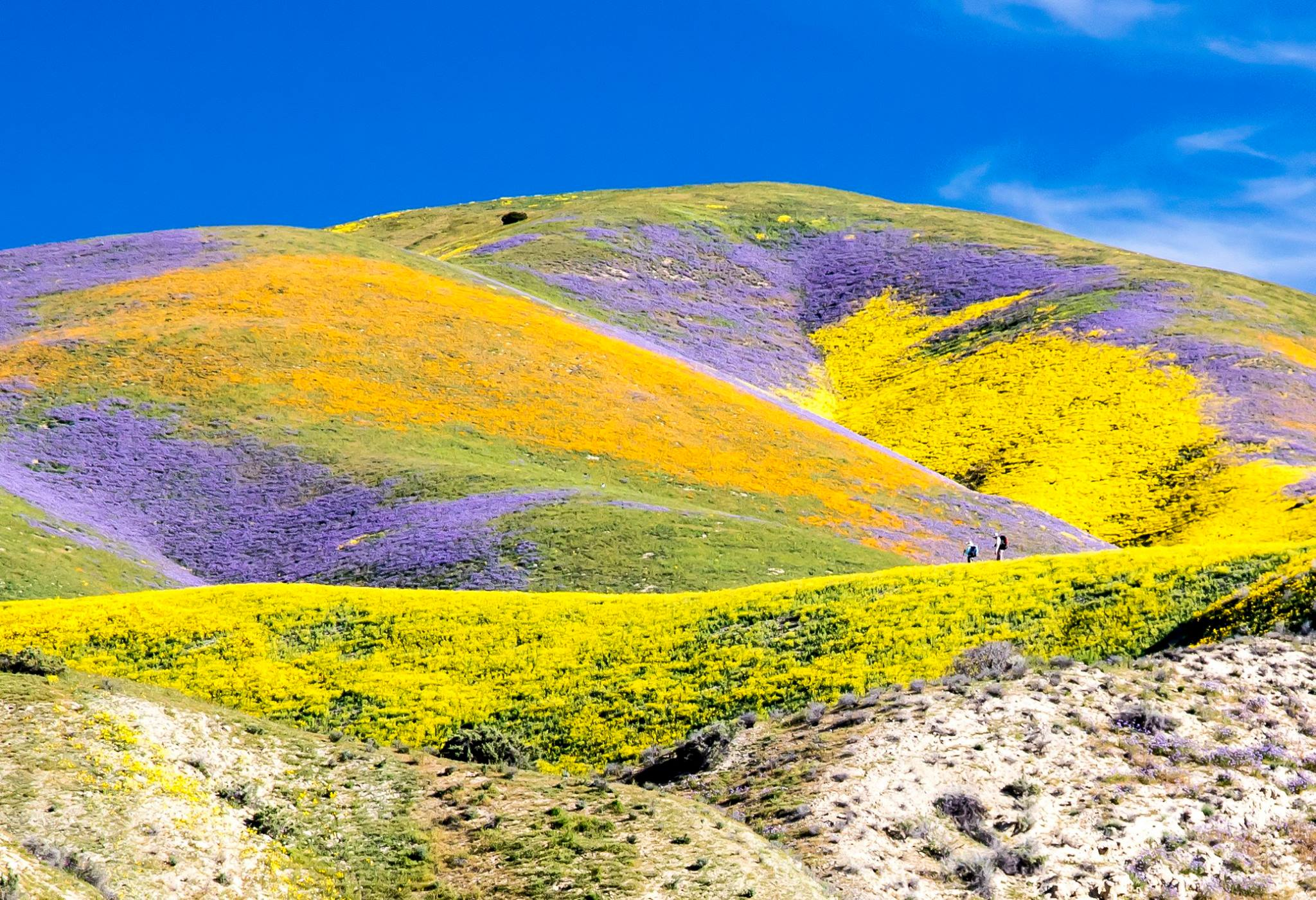
Plaine de Carrizo en 2017.

En Californie, les plantes communes qui participent aux superblooms sont Encelia farinosa (fleurs jaunes), Eschscholzia californica (pavot de Californie, orange vif), Phacelia campanularia (violet foncé), Lupinus (violet), Abronia latifolia (en) (jaune), Geraea canescens (jaune vif), onagre (principalement blanche, parfois jaune), Plagiobothrys (en) (blanches ou jaunes) et Hesperocallis undulata (blanc),. Plusieurs de ces plantes sont également envahissantes, comme la moutarde sauvage.
En Californie, les superblooms se produisent généralement une fois tous les dix ans environ. Ils se produisent moins souvent depuis le début du XIXe siècle en raison des sécheresses persistantes de l’État de Californie. Le parc d'État du désert d'Anza-Borrego est l'un des endroits les plus populaires pour assister à une super floraison, et la floraison de 2019 a été particulièrement abondante. Un autre superbloom s'était produit deux ans auparavant, en 2017 .
Après avoir marché de San Francisco à Yosemite en 1868, John Muir écrivit que la « honey-bloom » était si abondante que « your foot would press about a hundred flowers at every step ». Des superblooms peuvent être observés en Californie au printemps dans les parcs naturels suivants :
- parc d'État du désert d'Anza-Borrego ;
- parc national de la vallée de la Mort ;
- réserve du Pavot de Californie d'Antelope Valley ;
- North Table Mountain Ecological Reserve (en).

### Effets du tourisme
En raison de l'afflux massif de touristes, les fleurs sont piétinées ; de plus, un certain nombre de personnes cueillent les fleurs, et des plantes sont arrachées avec leurs racines. En conséquence, les embouteillages massifs causés par les voitures des touristes incitèrent Lake Elsinore, en Californie, à fermer l'accès à Walker Canyon,.

## Afrique du Sud
À seulement cinq heures au nord du Cap en Afrique du Sud, les visiteurs parcourent la route des fleurs du Namaqualand pour profiter du spectacle dans plusieurs parcs nationaux, notamment le parc national de Richtersveld, la réserve naturelle de Goegap (en)et la Skilpad Wild Flower Reserve.

## Chili
Le désert d'Atacama au Chili, réputé comme l'endroit le plus sec du monde, a éclaté en 2015, en une mer de fleurs fuchsia. Le phénomène est appelé desierto florido.

## Efflorescence algale
Les proliférations sporadiques d'algues, appelées efflorescences algales — déclenchées notamment le franchissement d'un seuil de température — sont souvent assimilées au phénomène de superfloraison et appelées « superbloom » du fait d'un changement soudain de couleur de l'eau sur une vaste étendue,. Sauf de partager un contexte botanique, les deux phénomènes n'ont rien de commun.